# Dele
『dele』（ディーリー）は、本多孝好による、日本の小説およびテレビドラマのメディアミックスプロジェクトである。
意味は校正用語で「削除」のことで、パソコンやスマホに残された不都合なデジタル記録を依頼により抹消する仕事屋・坂上圭司と真柴祐太郎を通して「デジタル遺品」に光を当てる。
小説とドラマではキャラクターは同一ながらそれぞれ異なった内容となる。

## 概要
作家の金城一紀とKADOKAWAによるプロジェクト「PAGE-TURNER」によるもので、金城が友人でもある本多に映像作品の企画を依頼し、本多がかねてストックしてあった構想の中から本作品が選ばれた。
小説執筆前に企画が立ち上がり、その時から山田孝之と菅田将暉に出演をオファーし、主人公コンビは小説ドラマともこの二人を想定して当て書きされている。
小説とドラマでは、圭司、祐太郎、舞の3人は共通だが、他のキャラクターや各種の設定は異なっている。また、小説版は祐太郎視点で祐太郎の生活が描かれているが、ドラマ版は圭司の事務所で圭司中心に終始物語が進み、祐太郎の日常は一切出てこない。

## あらすじ
「dele.LIFE」（ディーリー・ドット・ライフ）は、あらかじめ登録しておくと、依頼人の死後、パソコンやスマホに遺るデジタル記録を内密に抹消する業務を請け負う会社である。
依頼人が設定した時間を超えてパソコンやスマホが操作されなければ、所長の坂上圭司の「モグラ」と呼ばれる端末に信号が届く。ひょんなことから雇われた真柴祐太郎の仕事は、車いすの圭司に代わって依頼者の死亡確認をすることだった。
しかし、データ削除に至る過程で、2人は図らずも依頼人の人生や秘密に触れていき、そこに隠された真相をひも解かねばならない状況へと追い込まれる。
依頼人の人生に立ち入らない主義の圭司と、依頼人の遺した「思い」をできるだけかなえようと奔走する祐太郎は、互いに相反する立場で葛藤しながらも、徐々に絆を深めていく。

## 登場人物
坂上圭司（さかがみ けいし）〈33〉
「dele.LIFE」を経営しているプログラマーで、deleのアプリ開発者。原因不明の難病により下半身の麻痺が進行し、車いす生活を送っている。
常に冷静沈着、偏屈でプライドが高い。物事に対する洞察力・観察力は非常に優れている。本人はハッカーではないと語るがハッキング技術も高い。依頼人には干渉しようとせず冷淡に接することが多いが、祐太郎に絆されて依頼人への優しさを見せることもある。
事務所に併設されている部屋で生活していて、難しい依頼のときは祐太郎に車を運転させて自ら現場に出向く。車椅子の扱いには長けていてそれを利用した格闘もこなす。親しい人からは「ケイ」と呼ばれている。
非常に知識欲旺盛で、ドラマ版では音楽などの趣味を持ち様々なカルチャーに詳しく、興味を持った依頼には自分から積極的に関わっていく。事務所にあるボールで日々上半身を鍛えている。またドラマ版ではかつて沢渡明奈（演：柴咲コウ）という恋人がおり現在は別れて年に一度会う関係となっているが、小説版では登場していない。

真柴祐太郎（ましば ゆうたろう）〈25〉
「dele.LIFE」に雇われている何でも屋で、依頼人の死亡確認や、所在がわからない依頼人のパソコン、スマホの在り処を探す足を使った業務を担当。
ふらふらしているようでいて、情報収集時には臨機応変に対応するなど仕事の能力は高い。非常に身軽で緊急の場合は高いところから飛び降りて逃げたりするのがうまい。人懐こく人から好かれやすいが、自分の深いところまで他人に立ち入って来られるのは苦手。過去には「フリーランスのガキの使い」と称してグレーゾーンの仕事ばかりしてきたが、黒には染まらない素直さや純粋さも持ち合わせている。
小説版では、祖母が遺した木造一軒家に祖母の飼い猫であったタマサブロウ（タマさん）と共に暮らしていて、料理や家事はすべて自分でこなしている。ドラマ版でも猫に縁があり、スマホに猫の画像を大量に保存したり圭司から猫に例えられたりしている。また小説版では藤倉遥那（ふじくら はるな）という親しい幼馴染みがいるが、ドラマ版には登場していない。
ドラマ版では「そばかす」のある設定だが、演じている菅田に「そばかす」はなくメイクである。
坂上舞（さかがみ まい）〈37〉
圭司の姉で、亡父・坂上真一から受け継いだ「坂上法律事務所」の所長。正義感が強く敏腕な弁護士。
父の時代は企業法務中心の事務所だったが、舞に代替わりしてからは主に富裕層をターゲットにあらゆる相談に応じる個人向け事務所となり、現在7人の弁護士と20人以上のスタッフを抱えている。「dele.LIFE」はこの事務所の地下にあり、業務提携もしていて、坂上法律事務所の存在が会社の信用保証となっている。
ドラマ版では舞の比重が大きくなっていて、彼女が圭司と祐太郎を引き合わせる役割を担う。

## 小説
2016年12月号から翌年4月号まで『小説 野性時代』に本多孝好による連作短編「dele」が連載され、2017年6月29日に単行本が刊行された。その際に映像化の予定であると告知され、イメージ映像もつくられた。2018年5月25日、ドラマ制作発表日に『dele』の文庫本を刊行。
「dele2」が同誌に2017年12月号から2018年4月号まで連載された。
「dele3」が『小説 野性時代』2018年12月号から2019年3月号まで連載。2019年6月14日に『dele3』の文庫本を刊行。

### 書誌情報
- dele
  - 単行本：2017年6月29日、KADOKAWA、ISBN 978-4041049037
  - 文庫本：2018年5月25日、角川文庫、ISBN 978-4041068052
  - 台湾版：2018年7月12日、台灣角川、ISBN 978-957-564-281-5
  - 中国版：2020年4月、四川文芸出版社、ISBN 978-7-5411-5500-0
  - 韓国版：2021年4月1日、サルリム出版社（살림출판사）、ISBN 978-89-522-4288-4
- dele2
  - 文庫本：2018年6月15日、角川文庫、ISBN 978-4041068069
  - 台湾版：2019年5月27日、台灣角川、ISBN 978-957-564-978-4
  - 中国版：2020年9月、四川文芸出版社、ISBN 978-7-5411-5721-9
  - 韓国版：2021年4月1日、サルリム出版社（살림출판사）、ISBN 978-89-522-4289-1
- dele3
  - 文庫本：2019年6月14日、角川文庫、ISBN 978-4041080429
  - 台湾版：2020年11月25日、台灣角川、ISBN 978-986-524-049-3

## テレビドラマ
2018年7月27日から9月14日までテレビ朝日系金曜ナイトドラマ枠で放送された。山田孝之と菅田将暉のダブル主演。
ドラマ制作発表前から「山田菅田」「菅田山田」の名義でTwitterとInstagramを開設し、どのようなプロジェクトなのかSNS上で話題となっていた。
脚本は、本多孝好の原案を元に複数の脚本家による競作で、小説とは違ったエピソードを描く。
本多が脚本にも初挑戦している他、『相棒シリーズ』の徳永富彦、『追憶』原案・脚本などの青島武らが参加、『グラスホッパー』などの映画監督・瀧本智行が監督・脚本、撮影は映画『帝一の國』や米津玄師のMVなどの今村圭佑が初のテレビドラマ撮影を手がけるなど、異色の座組が実現した。
ゲスト出演者は、ミュージシャン、作家、映画監督など多岐にわたる分野から起用されているが、これはドラマの出演者のマンネリ化を避けるためである。

### キャスト
★は依頼人

#### 主要登場人物
- 坂上圭司 - 山田孝之
- 真柴祐太郎 - 菅田将暉
- 坂上舞 - 麻生久美子[9] ★ ※第6話の依頼人

#### ゲスト

##### 第1話
- 片山薫（警視庁城南警察署 会計課 事務職員） - 江口のりこ[10]
- 牧野仁志（警視庁城南警察署 刑事部組織犯罪対策課 巡査部長） - 般若[10]
- 安岡由季（春雄の別居中の妻） - 赤間麻里子[11]
- 安岡春雄（週刊シンソウ 記者） - 本多章一[10] ★
- 安岡俊（春雄と由季の息子） - 川口和空[10]
- 小池勲（警視庁城南警察署 刑事部組織犯罪対策課 警部補） - 湯江タケユキ
- 内海忠彦（警視庁城南警察署 刑事部組織犯罪対策課 巡査部長） - 高橋良平[12]
- 三浦康介（警視庁城南警察署 刑事部組織犯罪対策課 巡査部長） - 藤原智之
- 検察官 - 岩田知幸[13]
- 裁判官 - 田中啓三
- 傍聴者 - 花戸祐介
- 刑事 - 安部賢一[14]
- 少年 - 佐藤令旺[15]

##### 第2話
- 宮内詩織（ガールズバー「GAFF」店員 兼 ガールズバンド「The Mints」メンバー） - コムアイ（水曜日のカンパネラ）[16] ★
- 春田沙也加（ガールズバー「GAFF」店員 兼 ガールズバンド「The Mints」ヴォーカル） - 石橋静河[16]
- 宮内康子（詩織の母・正路の妻） - 辻沢杏子
- 安奈（ガールズバー「GAFF」店員 兼 ガールズバンド「The Mints」メンバー） - 夏子
- ひかる（ガールズバー「GAFF」店員 兼 ガールズバンド「The Mints」メンバー） - 片山友希
- ガールズバー「GAFF」の客 - 野村修一、太一、神谷亮太
- マンション管理人 - 内藤トモヤ
- 詩織のマンションの隣人 - 米澤史織
- 宮内正路（詩織の父・東都フィルハーモニーの指揮者） - 中村育二

##### 第3話
- 江角幸子（カモメ理髪店 店主） - 余貴美子[17]
- 五藤卓（43年前の過激派組織のメンバー） - 吉見征樹[18]（21歳：小橋賢児）
- 浜口（みなとまち商店街振興組合 組合長） - 久保晶
- 理容師の夫妻 - 森山米次、松本海希
- 大和調査会 京浜支社 社員 - 友寄
- 公安 - 上谷建一、板井健二、荒張幸作、磯部修一
- 浦田文雄（みなと写真館 店主・公安のエス） - 高橋源一郎[17] ★

##### 第4話
- 日暮裕司（元天才超能力少年） - 野田洋次郎（RADWIMPS）[19]（幼少期：蒲田優惟人[20]） ★
- 松井美香（裕司の最後の依頼人・重治と恭子の娘） - 松本若菜[19]（10歳：菊地麻衣）
- 日暮恵子（裕司の叔母） - 円城寺あや
- 鎌田直樹（テレビ局の常務取締役） - 佐藤貢三
- 宗澤不動産 社員 - 諏訪太朗
- 松井恭子（重治の妻・25年前行方不明） - 小出奈央
- 刑事 - 宮川浩明、松井ショウキ
- マスター - 内野智
- 火葬場職員 - ト字たかお
- テレビ局員 - 佐野元哉
- 川口（テレビ局の受付嬢） - 八代みなせ
- 松井沙羅（美香の娘・保育園児） - 落井実結子[21]
- レポーター - 和田亮太[22]
- 松井重治（美香の父、定年退職者） - 矢島健一[19]

##### 第5話
- 楠瀬百合子（聡史の幼馴染） - 橋本愛[23]
- 宮田翔（聡史の親友） - 渡辺大知（黒猫チェルシー）[23]
- 天利聡史（AGEHA SPORTS 社員） - 朝比奈秀樹[23] ★
- 聡史の母 - 佐藤直子
- 足立区立北瀬小学校 教師 - 永島和明
- バーテンダー - 朝日花奈[24]
- 沢渡明奈（圭司の元恋人） - 柴咲コウ[23]

##### 第6話
- 石森純子（永正大学附属中学校 3年C組生徒・半年前自殺） - 山田愛奈[25]
- 小川優菜（永正大学附属中学校 3年C組生徒・純子の友達） - 中田青渚[25]
- 石森美穂（純子の母・俊一の妻） - 霧島れいか[25]
- 広瀬（人の悪夢を食らう獏） - 平原テツ
- 石森俊一（純子の父） - 横田栄司[25]
- 田辺俊一（永正大学附属中学校 3年C組生徒・純子の友達） - 髙橋楓翔
- 殿村知之（永正大学附属中学校 3年C組生徒・純子の友達） - 小野寺晃良
- 関根舞美（永正大学附属中学校 3年C組生徒・いじめ被害者） - 渡邊璃音
- 真鍋静香（永正大学附属中学校 3年C組生徒・純子の友達） - 羽野瑠華[26]
- 森岡（引きこもり少年） - 横山幸汰
- 脇田（純子の遺体を発見した警官） - 光平崇弘[27]
- 渡辺（永正大学附属中学校 3年C組教師） - 的場司[28]

##### 第7話
- 笹本清一（死刑囚） - 塚本晋也[29]
- 上野兼人（洋食店「ビストロ・プルミエ」店主） - Mummy-D[29]
- 和田保（和田商店 店主） - 岡部たかし
- 上野成美（兼人の妻） - 原田佳奈[30]
- 宮川茜（新次郎の娘） - 仁村紗和
- 宮川新次郎（川本市市議会議員） - 千葉哲也
- 上野美奈子（兼人の母・認知症） - 吉村実子
- 江波雄二（ドラッグの売人・8年前の毒物混入事件で死亡） - 中村元気
- 中山剛（土木会社社長・8年前の毒物混入事件で死亡） - 田崎トシミ
- 和田ひろみ（保の母・8年前の毒物混入事件で死亡） - 菱沼つる子
- 福山若菜（児童福祉施設「杉並きずなの樹」職員） - 北浦愛
- 児童福祉施設「杉並きずなの樹」施設長 - 中野剛[31]
- 笹本隆（清一の息子） - 西ヶ谷帆澄[29] ★
- 上野幸子（兼人と成美の娘・8年前の毒物混入事件で死亡） - 小吹奈合緒

##### 最終話
- 仲村毅（民事党 衆議院議員） - 麿赤児[32]
- 辰巳仁志（弁護士） - 大塚明夫[33] ★
- 赤城裕也（仲村の側近） - 大西武志
- 辰巳陽一（辰巳の息子） - 大塚ヒロタ
- 原田（刑事） - 野添義弘
- 真柴和人（祐太郎と鈴の父） - 長谷川公彦（第7話にも出演）
- 真柴美紗子（祐太郎と鈴の母・和人の元妻） - クノ真季子（第7話にも出演）
- 真柴鈴（祐太郎の妹・9年前死亡） - 田畑志真[34]（第7話にも出演）
- 関（三波データサービス 社員） - 村本明久[35]
- 蓮見（三波データサービス 社員） - 出合正幸[36]
- 長門徹朗（仲村の側近） - 重松隆志
- 仲村の運転手 - 天田暦
- 畠田晶（三波データサービス 社員） - 額川大和[37]
- 警察官 - 伊藤浩志[38]

### スタッフ
- 原案・パイロット版脚本 - 本多孝好
- 脚本 - 本多孝好、金城一紀、瀧本智行、青島武 、徳永富彦、渡辺雄介
- 監督 - 常廣丈太、瀧本智行
- 撮影 - 今村圭佑、榊原直記
- 音楽 - 岩崎太整、DJ MITSU THE BEATS
- サイバーセキュリティ監修 - 草場英仁
- 法律監修 - 平岡敦
- 車椅子協力 - 松永製作所
- 技術協力 - アップサイド、サウンドライズ
- 照明協力 - 光影舎
- 美術協力 - テレビ朝日クリエイト、東京美工
- ゼネラルプロデューサー - 黒田徹也
- プロデューサー- 山田兼司（テレビ朝日）、太田雅晴（5年D組）
- 制作著作 - テレビ朝日

### 放送日程
| 各話   | 放送日  | ラテ欄                                                    | 脚本     | 監督     |
| ------ | ------- | --------------------------------------------------------- | -------- | -------- |
| 第1話  | 7月27日 | 死後、不都合な記録を削除致します                          | 本多孝好 | 常廣丈太 |
| 第2話  | 8月03日 | 死んでも消さないで ダイイングメッセージの真相と彼女の秘密 | 渡辺雄介 | 常廣丈太 |
| 第3話  | 8月10日 | バラがつなぐ未解決事件…28年逃げ続けた男と見続けられた女   | 青島武   | 瀧本智行 |
| 第4話  | 8月17日 | 遺された絵が紐解く25年前の失踪事件! 超能力少年が隠す真実  | 瀧本智行 | 瀧本智行 |
| 第5話  | 8月24日 | 婚約者は別の顔…意識不明の依頼者が隠す秘密と2人の過去      | 本多孝好 | 常廣丈太 |
| 第6話  | 8月31日 | 雪原に埋まる少女の死体と消された日記                      | 金城一紀 | 常廣丈太 |
| 第7話  | 9月07日 | 死刑囚の告白〜犯人はあの街にいる〜迷宮入りする無差別殺人  | 徳永富彦 | 常廣丈太 |
| 最終話 | 9月14日 | 2人の秘密と最後の仕事〜記録は消せても記憶は消せない       | 本多孝好 | 常廣丈太 |

### その他
- 劇中で使用されている車椅子は、岐阜県の車椅子メーカー松永製作所が制作したMPシリーズ[41]。
- 6話で引用される小説は渡辺淳一の『阿寒に果つ』。

### 受賞
- ギャラクシー賞
  - 2018年9月度月間賞[42]
  - 第56回テレビ部門優秀賞（テレビ朝日の連続ドラマが優秀賞を受賞するのは初となる）
  - 第56回テレビ部門個人賞：菅田将暉（『菅田将暉TV』『3年A組-今から皆さんは、人質です-』と合わせて）[43]
- コンフィデンスアワード・ドラマ賞
  - 第13回主演男優賞：山田孝之・菅田将暉[44]
  - 年間大賞2018主演男優賞：山田孝之・菅田将暉[45]
- 第98回ザテレビジョンドラマアカデミー賞
  - 監督賞：常廣丈太・瀧本智行
- 第27回橋田賞
  - 菅田将暉（『トドメの接吻』と合わせて）[46]
- 東京ドラマアウォード2019[47]
  - 長編ドラマ部門・優秀賞
- MIPCOM BUYERS’ AWARD for Japanese Drama [48]
  - グランプリ

### 関連商品
- CD

テレビ朝日系金曜ナイトドラマ「dele」オリジナル・サウンドトラック（2018年10月18日発売、バップ、VPCD-86217 (POS:2)）
- DVD・Blu-ray

2019年1月30日発売、株式会社KADOKAWA、「STANDARD EDITION」と「PREMIUM "undeleted" EDITION」の2種類
| テレビ朝日系列 金曜ナイトドラマ                             | テレビ朝日系列 金曜ナイトドラマ  | テレビ朝日系列 金曜ナイトドラマ                  |
| 前番組                                                      | 番組名                           | 次番組                                           |
| ----------------------------------------------------------- | -------------------------------- | ------------------------------------------------ |
| 家政夫のミタゾノ （第2シリーズ） （2018年4月20日 - 6月8日） | dele （2018年7月27日 - 9月14日） | 僕とシッポと神楽坂 （2018年10月12日 - 11月30日） |